# Риера, Лола
Лола Риера Сусуаррегуи (исп. Lola Riera Zuzuarregui; род. 25 июня 1991, Валенсия) — испанская хоккеистка на траве, полевой игрок. Участница летних Олимпийских игр 2016 и 2020 годов, бронзовый призёр чемпионата мира 2018 года, бронзовый призёр чемпионата Европы 2019 года.

## Биография
Лола Риера родилась 25 июня 1991 года в испанском городе Валенсия.
Играет в хоккей на траве за «Компультенсе» из Мадрида.
В 2013 году дебютировала в женской сборной Испании. Провела 195 матчей, забила 69 мячей.
В 2015 году участвовала в чемпионате Европы в Лондоне, где испанки заняли 4-е место. С 3 мячами стала лучшим снайпером команды.
В 2016 году вошла в состав женской сборной Испании по хоккею на траве на летних Олимпийских играх в Рио-де-Жанейро, занявшей 8-е место. Играла в поле, провела 8 матчей, забила 1 мяч в ворота сборной Южной Кореи.
В 2017 году участвовала в чемпионате Европы в Амстердаме, где испанки заняли 5-е место. Забила 2 мяча.
В 2018 году завоевала бронзовую медаль чемпионата мира в Лондоне. Забила 2 мяча.
В 2019 году завоевала бронзовую медаль чемпионата Европы в Антверпене. Мячей не забивала.
В 2021 году участвовала в чемпионате Европы в Амстелвене, где испанки заняли 4-е место. Забила 1 мяч.
В том же году вошла в состав женской сборной Испании по хоккею на траве на летних Олимпийских играх в Токио, занявшей 7-е место. Играла в поле, провела 6 матчей, забила 1 мяч в ворота сборной Новой Зеландии.